# Sonja Graf
Susanna (Sonja) Graf (Múnich, 16 de diciembre de 1908 - Nueva York, 6 de marzo de 1965) fue una maestra de ajedrez alemana que vivió en Argentina y Estados Unidos. Fue la vicecampeona mundial de mujeres en ajedrez y dos veces campeona de Estados Unidos. También escribió dos libros autobiográficos. 

## Primeros años

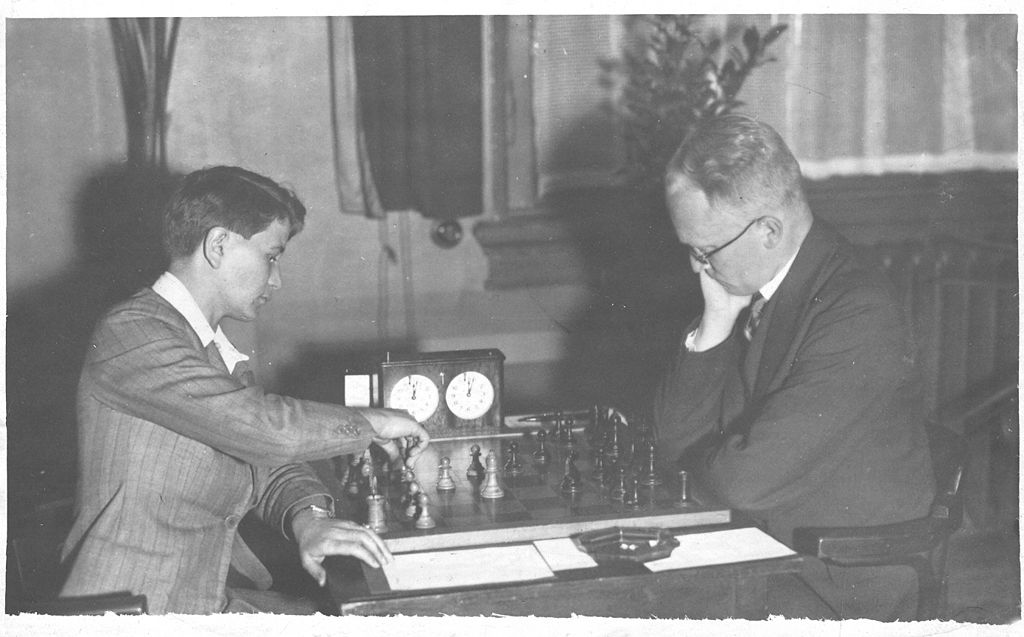
Sonja Graf (izquierda) juega en el Club Utrecht contra el campeón local, 3 de octubre de 1936.

Nacida en Múnich, Susanna Graf era hija de Josef Graf y Susanna Zimmermann, ambos alemanes del Volga de la región de Samara, que se habían mudado a Múnich en septiembre de 1906. Su padre originalmente era sacerdote en Rusia, pero se mudó a Múnich para ser pintor. En su autobiografía escribió que le estaba agradecida a su padre por enseñarle a jugar ajedrez, a pesar del sufrimiento que soportó a manos de él.  
El ajedrez se convirtió en su medio de escape, tanto mental como físicamente, y comenzó a pasar todo su tiempo en los cafés de ajedrez de Múnich. Su fama como jugadora de café creció, lo que la llevó a conocer a Siegbert Tarrasch, quien se convirtió en su maestro. A los veintitrés años había derrotado a Rudolf Spielmann, dos veces en competencia simultánea, y se había convertido en profesional del ajedrez. Comenzó a viajar por toda Europa, siguiendo el circuito de ajedrez tanto por la experiencia como para distanciarse de lo que consideraba el siniestro movimiento nacionalsocialista basado, en ese momento, en Múnich. 
Durante las primeras décadas del siglo XX, las jugadoras de ajedrez eran una rareza y Sonja Graf disfrutaba de la popularidad y la atención que le trajo su repentina fama. También aprovechó la libertad e independencia de su nuevo estilo de vida itinerante. En 1934, jugó contra la otra campeona de la época, Vera Menchik, en un partido no oficial de Ámsterdam y, posteriormente, en un partido oficial del campeonato mundial de 1937 en Semmering, Austria. Perdió ambos partidos (1:3 y 4.5 : 11.5), pero fue invitada junto con Menchik, a participar en lo que normalmente habría sido un torneo masculino exclusivo celebrado ese año en Praga. No ganó contra ninguno de los campeones, y su mejor resultado fue un empate con el maestro estonio Paul Keres .

## En Argentina y Estados Unidos
En 1939, Sonja Graf viajó a Buenos Aires para jugar en el torneo por el campeonato mundial femenino que se desarrolló en paralelo a la 8ª Olimpiada de Ajedrez. Como resultado de su confrontación y oposición abierta al gobierno de Hitler, fue retirada de la lista de participantes alemanes y jugó bajo la bandera "Libre". En septiembre, con el torneo aún en progreso, Alemania invadió Polonia lo que desató la Segunda Guerra Mundial y causó una confusión sin precedentes dentro de la competencia. Algunos equipos se retiraron, otros se negaron a jugar en equipos de ciertos países. 
Tanto Graf como Menchik jugaron todo el torneo. Graf ganó 16 juegos y perdió 3. En su juego contra Menchik, Graf perdió después de lograr una posición ganadora, algo de lo que siempre se arrepintió ("contra Menchik, cuando era campeona mundial, tenía el juego ganado, pero encontré los tres movimientos más estúpidos que se te pueden ocurrir y perdí". — New Yorker, 19 de septiembre de 1964). Tras el estallido de la guerra, Sonja Graf, junto con muchos otros participantes de la 8ª Olimpiada de Ajedrez decidió permanecer segura en Argentina. Rápidamente aprendió el español, se asimiló en la cultura y escribió los libros Así juega una mujer ,que describe sus experiencias como un jugador de ajedrez, y Yo Soy Susann, relatando el abuso físico y psicológico que sufrió durante su infancia. También conoció al marino mercante Vernon Stevenson, con quien se casó en 1947. 
Los recién casados se mudaron al sur de California, instalándose en Hollywood, y Graf comenzó a jugar bajo el nombre de Sonja Graf-Stevenson. Se retiró del ajedrez para dar a luz y criar a su hijo Alexander, pero posteriormente volvió a ganar (junto con Gisela Kahn Gresser) el Campeonato de ajedrez femenino de 1957 de Estados Unidos.  
Ella y su familia se mudaron a Greenwich Village, en Nueva York, donde impartió clases de ajedrez en el Emporio de Ajedrez Peón Dama de Lisa Lane. En 1964 obtuvo su segunda victoria en el Campeonato de Ajedrez Femenino de Estados Unidos.  
Para ese entonces ya sufría la enfermedad del hígado que le quitaría la vida al año siguiente. Sonja Graf murió en la ciudad de Nueva York dos meses y medio después de cumplir 56 años.

## En la cultura popular
- Novela La mujer que no entendía el mundo. Pasión y sombra de Sonja Graf, (2023) por David Torres. [5]